# Your Demise
Gli Your Demise sono una band hardcore punk originaria di St Albans, UK.
Fortemente influenzati da band come Sick of It All, Agnostic Front e Hatebreed, hanno cominciato a suonare nel 2003 come cover band dei Suicidal Tendencies.
Il 22 settembre 2008, la band ha confermato di aver firmato un contratto con la Visible Noise Records. La band ha completato la registrazione dell'album di debutto tra il 16 novembre 2008 e il 13 gennaio 2009 agli Outhouse Studios di Reading.
Il secondo album, Ignorance Never Dies, uscito nell'aprile 2009, li ha portati in un tour di tre settimane tra Europa e Regno Unito, insieme a Deez Nuts, More Than Life e Lower Than Atlantis.
Il 15 luglio 2009 gli Your Demise hanno annunciato che il cantante George Noble ha lasciato la band per ragioni personali, e verrà rimpiazzato da Ed McRae, ex frontman dei Centurion.
Ad agosto e a settembre 2009, gli Your Demise presero parte ad un tour mondiale in compagnia dei Misery Signals.
Nel 2010 hanno registrato The Kids We Used To Be, primo album con Ed alla voce.
Nel 2012 hanno registrato The Golden Age.

## Formazione

### Formazione attuale
- Ed McRae - voce
- Daniel Osbourne - chitarra
- Stuart Paice - chitarra
- James Sampson - basso
- James Tailbee - batteria

### Ex componenti
- George Noble - voce
- Roland Farrar - voce
- Nathan Liddle - basso
- Sam Brown - basso
- George Dixon - batteria
- Stuart Mackay - batteria
- Ollie Wolffe- batteria

## Discografia

### Album studio
- 2006 - You Only Make Us Stronger (Mind Rugby)
- 2009 - Ignorance Never Dies (Visibile Noise)
- 2010 - The Kids We Used to Be... (Visibile Noise)
- 2012 - The Golden Age (Visibile Noise)

### EP
- 2005 - Your Days Are Numbered (Mind Rugby Records)
- 2008 - The Blood Stays on the Blade (Thirty Days of Night Records)